# Leonard v. Pepsico

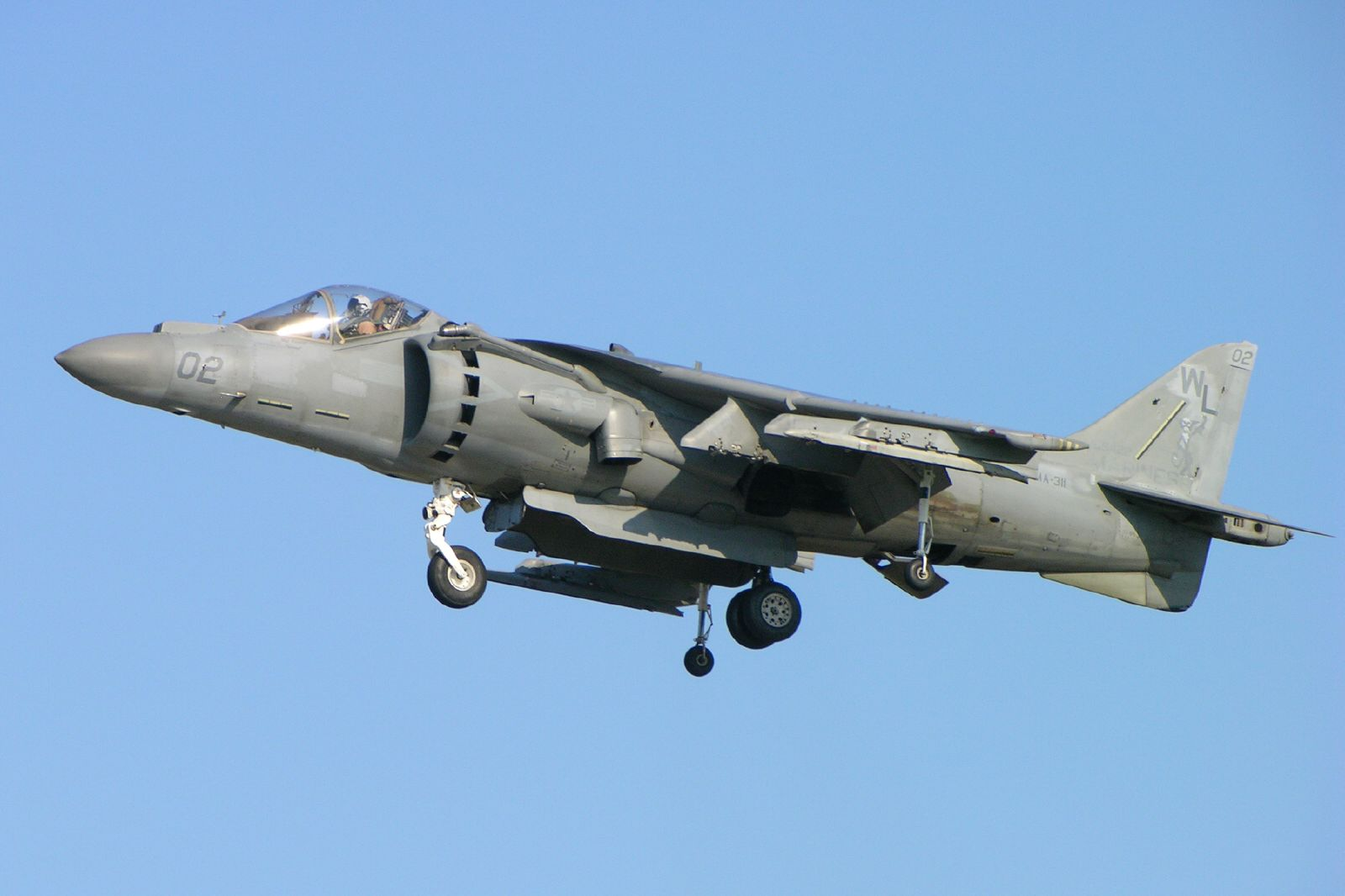
Un McDonnell Douglas-BAe AV-8B Harrier II.

Il processo noto come Leonard v. Pepsico, Inc., conosciuto anche come Pepsi Points Case, ossia il "caso dei punti Pepsi", è stato un processo celebrato nel 1999 presso la corte distrettuale per il distretto meridionale di New York (in inglese: United States District Court for the Southern District of New York) in cui il querelante, John Leonard, ha citato in giudizio la multinazionale PepsiCo, Inc. nel tentativo di ottenere un riscatto per i 7 000 000 di "punti Pepsi" relativi alla campagna promozionale "Drink Pepsi get stuff!" da lui raccolti. Stando a una dichiarazione presente in una pubblicità della campagna promozionale, dichiarazione che l'azienda aveva inteso come del tutto umoristica, la raccolta di 7 000 000 di "punti Pepsi" avrebbe dato diritto a ricevere un jet McDonnell Douglas-BAe AV-8B Harrier II, del valore, al tempo, di 33,8 milioni di dollari.

## Fatti
Nel 1995 la PepsiCo, la nota multinazionale statunitense attiva nel settore di alimenti, snack e bevande, lanciò, dapprima negli Stati Uniti d'America e poi in tutto il mondo, una campagna pubblicitaria chiamata "Drink Pepsi get stuff" collegata a una raccolta punti, per reclamizzare la quale furono girati diversi spot pubblicitari. In uno degli spot si vede il protagonista, uno studente, che si appresta a uscire di casa per andare a scuola indossando, tra le altre cose, una t-shirt, un giubbotto e un paio di occhiali da sole che sono tra gli oggetti Pepsi che è possibile ricevere raccogliendo e inviando alla PepsiCo un certo numero di punti, rispettivamente 90 e 1 400 e 125, come mostrato sia in sovraimpressione alla comparsa sullo schermo di ogni oggetto, sia nel catalogo premi illustrato nella stessa pubblicità.
Dopodiché la scena si sposta nella scuola del ragazzo, dove tre ragazzi guardano con stupore un oggetto che passa sopra la loro testa e che, dal rumore, sembra allo spettatore essere un aereo, e dove infine si vede un Harrier II, ossia una jet ad atterraggio verticale, recante il logo della Pepsi, atterrare nel giardino a fianco dell'edificio generando correnti d'aria così forti da spogliare quello che sembra essere un professore o comunque un dirigente scolastico. Mentre la voce fuori campo recita "Ora più Pepsi bevi, più grandi cose otterrai", si vede la cabina del velivolo che si apre e il ragazzo, al posto di pilotaggio, che esclama "Certo è meglio dell'autobus", scende e va a scuola, il tutto accompagnato dalla comparsa in sovraimpressione della scritta "HARRIER FIGHTER 7,000,000 PEPSI POINTS", ossia "caccia Harrier, 7 000 000 di punti Pepsi".
Il regolamento di questa raccolta punti permetteva anche di ottenere un premio inviando alla PepsiCo almeno 15 punti Pepsi, ognuno dei quali era presente su diversi prodotti dell'azienda, in busta chiusa, e aggiungendo 10 centesimi di dollaro per ogni punto che mancava ad arrivare al premio desiderato più 10 dollari per le spese di spedizione e gestione. Si trattava di un'opzione inserita per consentire di completare la raccolta alle persone a cui mancassero pochi punti per raggiungere il premio e fossero ormai rimaste senza il tempo necessario alla raccolta "normale", in realtà, però, nel regolamento non era riportato alcun limite al numero di punti che era possibile acquistare.
Il 27 marzo del 1997, Jonh Leonard, un ventiquattrenne di Lynnwood, nello Stato di Washington, dopo aver raccolto i soldi necessari grazie a 5 investitori che si erano prestati all'iniziativa, inviò all'indirizzo richiesto 15 punti Pepsi assieme a un modulo d'ordine in cui, come oggetto richiesto, aveva scritto "1 Harrier Jet" e a un assegno certificato di 700 008,50 dollari.
Dopo aver ricevuto l'ordine, la PepsiCo rispose con una lettera nella quale spiegava che il velivolo non faceva parte dell'offerta pubblicitaria e che non era incluso nel catalogo dei premi. La sua comparsa negli spot pubblicitari era infatti, secondo l'azienda, da ritenersi valida solo a fini commerciali, dovendo essere finalizzata solo a rendere lo spot più divertente e spettacolare. Per scusarsi di qualsiasi malinteso o incomprensione PepsiCo si offrì di restituire al mittente l'esatta cifra in buoni denaro ma Leonard respinse l'assegno e decise di portare in tribunale la multinazionale con l'accusa di inadempimento contrattuale e truffa.

## Storia procedurale
Il caso fu originariamente istruito in Florida ma in seguito la corte rimandò il procedimento alla corte distrettuale di New York, dove aveva sede la PepsiCo, e così si aprì il caso "John D.R. Leonard v. Pepsico, Inc.". L'azienda fece appello alla norma federale di procedura civile n. 56 perché il processo si svolgesse con rito abbreviato, mentre tra le affermazioni fatte da Leonard ci fu quella secondo cui un giudice federale non sarebbe stato in grado di decidere sulla questione, e che la decisione avrebbe dovuto essere invece presa da una giuria composta da membri della "Generazione Pepsi", per i quali la pubblicità avrebbe presumibilmente costituito un'offerta.

## Giudizio
Il 5 agosto 1999 la corte, presieduta dal giudice Kimba Wood, respinse le richieste di Leonard e negò un risarcimento adducendo diverse motivazioni, tra cui: la constatazione che la pubblicità con il velivolo non costituiva un'offerta ai sensi del trattato Restatement (Second) of Contracts; l'opinione della corte che, se anche la pubblicità fosse mai stata una vera offerta, nessuna persona nel pieno possesso delle proprie capacità mentali avrebbe mai potuto credere che un'azienda volesse cedere per 700 000 dollari un aereo del valore di 33 milioni di dollari, comprendendo quindi di trovarsi di fronte a uno scherzo; e il fatto che, mancando la forma scritta del contratto come richiesto dallo statuto delle frodi, il contratto non era valido.
Nel giustificare la sua conclusione che lo spot era stato "evidentemente fatto per scherzo" e che "L'idea di recarsi a scuola con un jet Harrier è una fantasia adolescenziale esagerata", la corte fece diverse osservazioni sulla natura e sul contenuto dello spot, tra cui:
- "Il giovane imberbe raffigurato nella pubblicità è altamente inverosimile come pilota, uno che potrebbe a malapena risultare credibile con le chiavi dell'auto di genitori, figuriamoci con il miglior velivolo del Corpo dei Marines degli Stati Uniti.";
- "Il commento dell'adolescente secondo cui andare a scuola con un Harrier "batte sicuramente l'autobus" dimostra un improbabile atteggiamento spensierato nei confronti della relativa difficoltà e il pericolo del pilotare un aereo da combattimento in una zona residenziale.";
- "Nessuna scuola fornirebbe spazio di atterraggio per il jet da combattimento di uno studente, o tollererebbe l'interruzione delle lezioni che l'uso del jet causerebbe.".

Il giudice precisò inoltre che, alla luce della ben documentata funzione dell'Harrier nell'attaccare e distruggere obiettivi di superficie e aerei, nell'effettuare ricognizioni armati e interdizione aerea e nel condurre una guerra antiaerea offensiva e difensiva, la rappresentazione di un tale jet come un mezzo per andare a scuola al mattino non è chiaramente da ritenersi credibile anche se, come sostiene il querelante, il jet può essere acquistato "in una forma che elimina il suo potenziale per uso militare".
La decisione della corte fu impugnata da Leonard, il quale si rivolse alla corte d'appello statunitense per Secondo Circuito, la quale emise una breve sentenza per curiam che in conclusione stabiliva la fondatezza delle ragioni a sostegno dell'opinione del giudice Wood.

## Epilogo
La PepsiCo continuò a far andare in onda lo spot ma modificò il numero di punti necessari ad ottenere il velivolo portandolo a 700 milioni, aggiungendo anche la frase "just kidding", ossia "per scherzo", onde evitare ulteriori equivoci. La stessa Casa Bianca si mosse, affermando che il jet Harrier non sarebbe stato venduto a nessun civile senza una efficace smilitarizzazione, che, nel caso dell'Harrier, include la rimozione della capacità di atterrare verticalmente.
All'inizio del 2021 la Apple Inc. ha firmato un accordo per la produzione di The Jet, una docuserie incentrata sulla vicenda da trasmettere sulla sua piattaforma Apple TV+.
Sulla vicenda è stata realizzata anche la docuserie Pepsi, Where's My Jet?, prodotta da Boardwalk Pictures per la regia di Andrew Renzi, andata in onda sulla piattaforma Netflix a partire dal 17 novembre 2022. La serie comprende 4 episodi e include interviste a John Leonard e ad altri personaggi coinvolti nella vicenda.